# Aulus Plaucjusz
Aulus Plaucjusz (łac. Aulus Plautius) – rzymski polityk i wojskowy, zasłużony przy podboju Brytanii przez Cesarstwo Rzymskie.

## Życiorys
Był zaangażowany w tłumienie buntu niewolników w Apulii, co miało miejsce prawdopodobnie w 24 roku. Był konsulem w 29 roku. Na początku panowania Klaudiusza był namiestnikiem Panonii. W 43 roku został pierwszym namiestnikiem Brytanii, odnosząc na tym stanowisku szereg sukcesów militarnych. W 47 powrócił do Rzymu i odbył owację.

## Rodzina
Żonaty z Pomponią Grecyną. W 57 Pomponia została oskarżona o wyznawanie „obcego zabobonu”. Aulus stanął wtedy na czele sądu domowego, który sądził oskarżoną i wydał wyrok uniewinniający.

## W literaturze
Aulus Plaucjusz pojawia się w dziełach literatury pięknej. W Quo vadis Henryka Sienkiewicza jest opiekunem Ligii. We Wrogach rodzaju ludzkiego Miki Waltariego jest opiekunem Klaudii, żony głównego bohatera Minitusa. Z kolei w Rzymie w płomieniach Paula L. Maiera jest ojcem Plaucji, żony najważniejszej postaci w powieści – Tytusa Flawiusza Sabinusa.

## W filmie
Aulus Plaucjusz jest bohaterem ekranizacji Quo vadis. W filmie z 1951 zagrał go Felix Aylmer, zaś w obrazie Jerzego Kawalerowicza – Piotr Garlicki.